# Junior Pius
Junior Pius (Eman, 20 december 1995) is een Nigeriaans voetballer, die doorgaans speelt als centrale verdediger. Pius werd eind juni 2019 door Royal Antwerp FC overgenomen van FC Paços de Ferreira, waar hij in het seizoen 2020-2021 door wordt uitgeleend aan Sint-Truidense VV.

## Clubcarrière
Pius doorliep de jeugdreeksen van FC Porto. Vanaf september 2014 werd hij uitgeleend aan CD Aves en maakte zo zijn professioneel debuut. Op 5 oktober 2014 speelde hij zijn eerste wedstrijd op het veld van CD Santa Clara. Na 80 minuten werd Pius van het veld gestuurd na een tweede gele kaart. De wedstrijd eindigde op 0–0. Na omzwervingen bij FC Cesarense en AD Sanjoanense ondertekende Pius in de zomer van 2017 een contract bij CD Tondela, uitkomend in de hoogste Portugese reeks. Daar debuteerde hij op 16 september 2017 in de met 2–0 verloren uitwedstrijd op Sporting Lissabon. Een ernstige knieblessure betekende een vroegtijdig einde van het seizoen. Tijdens het seizoen 2018/19 speelde Pius voor FC Paços de Ferreira waarmee hij kampioen werd en mocht promoveren naar de hoogste afdeling.
Eind juni 2019 ondertekende Pius een contract voor vier seizoenen bij Royal Antwerp FC. Pius maakte op 8 augustus 2019 zijn officiële debuut voor de club in de Europa League-kwalificatiewedstrijd tegen Viktoria Plzen. Na amper 25 minuten moest de Nigeriaan de strijd geblesseerd staken. Verder onderzoek wees uit dat hij een kruisbandblessure had opgelopen, waardoor hij meteen zes maanden aan de kant moest staan. Pius maakte op 1 augustus 2020 zijn comeback in de finale van de Beker van België, waar hij tegen Club Brugge een basisplaats kreeg. Antwerp won de finale met 0-1 dankzij een doelpunt van Lior Refaelov.
Toen Pius het in het seizoen 2020/21 moeilijk had om zich in de ploeg te spelen – ondanks twee goals in het 2-2-gelijkspel tegen KAS Eupen, nadat hij door de schorsing van Dylan Batubinsika nog eens mocht starten –, werd hij op 1 februari 2021 voor de rest van het seizoen uitgeleend aan Sint-Truidense VV.
Op 28 januari 2022 geraakte Pius in de clinch met STVV's eigen supporters na de met 0-1 verloren thuiswedstrijd tegen Sporting Charleroi. Om precies te zijn spuugde hij richting enkele individuen van de thuisaanhang nadat het tumult na de nederlaag behoorlijk was opgelopen. Sint-Truiden stuurde hem voor dit voorval voor de rest van het seizoen naar de B-kern. De coronapandemie zorgden ervoor dat het dragen van een mondmasker nog altijd aangeraden was. Dit maakte deze daad enkel erger voor Pius.

## Erelijst
| Competitie            |            |            |                  |            |         |
| Competitie            | Aantal     | Jaren      |                  |            |         |
| Antwerp FC            | Antwerp FC | Antwerp FC | Antwerp FC       | Antwerp FC |         |
| --------------------- | ---------- | ---------- | ---------------- | ---------- | ------- |
| Kampioen Segunda Liga | 1x         | 2019/20\|- | Beker van België | 1×         | 2019/20 |